# HaeIII

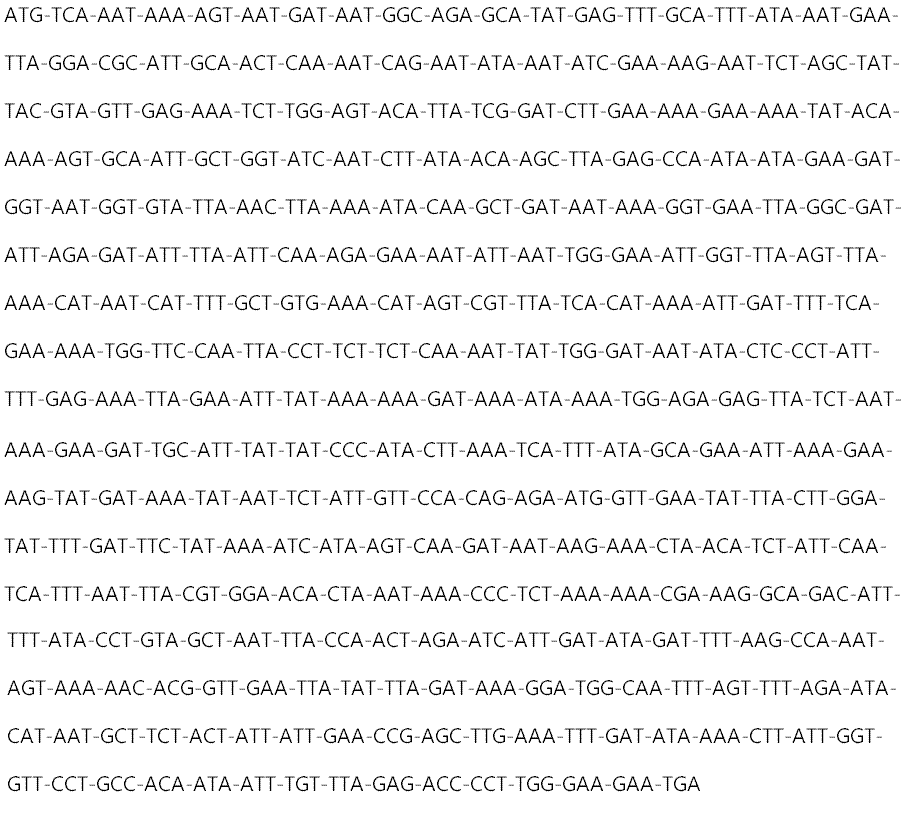
DNA-koden för HaeIII

HaeIII är ett restriktionsenzym som finns i Haemophilus aegyptius. Dess funktion är att klyva DNA-strängar vid sekvensen GGCC. Den klyver rakt av vilket kallas blunt end, tvärt emot klistriga ändar.